# 金川城
金川城（かながわじょう）は、岡山県岡山市北区御津金川（備前国御野郡金川）にあった日本の城。別名玉松城。岡山市指定史跡。

## 沿革
鎌倉時代中期、承久の乱で鎌倉幕府方につき軍功のあった松田盛朝は、備前国御野郡に所領を与えられた。承久3年（1221年）頃に最初の築城があったと考えられる。
その後、松田氏は岡山平野に進出し、富山城に本拠を置いた。室町時代中期の文明年間（1469年-1486年）、応仁の乱の混乱期に松田元成は富山城より本拠を金川城に移した。元成は城を拡充し連郭式の山城が整った。松田氏は備前国西部を領し、備前守護大名赤松氏や守護代浦上氏と対峙した。
岡山県下でも天神山城と並んで最大級の規模を誇る中世山城であり「西備前一の堅城」と謳われたという。
また、日蓮宗の信仰厚い松田氏は本の丸西の尾根筋に有り守備の要である段々曲輪、道林寺丸の中に日蓮宗の道場、道林寺を築いた。
建城以来、一度も陥落したことはなかったが、戦国時代の永禄11年（1568年）時の当主・松田元賢が妻の父である宇喜多直家に攻められた際には、あらかじめ宇喜多方と通じていた家臣の伊賀久隆に開戦前に城内の一部を占拠されるなど不意打ちを受けた事も有りわずか2日で落城した。元賢と父の松田元輝、松田氏の重臣多数がこの戦で討たれ松田氏の宗家流はこれにより滅亡した。落城が7月7日であったので土地の人々は長い間七夕祭を行わなかったと伝えられている。
その後、宇喜多氏の城代として直家の弟・宇喜多春家が入った。慶長5年（1600年）関ヶ原の戦いで宇喜多氏は改易となった。代わって小早川秀秋が備前に入ったが、秀秋は金川城を廃城とした。

## 城跡
岡山市役所御津支所の西側に城山があり、現在、石垣・曲輪跡・堀切・井戸（直径8メートル、深さ10.5メートルの井戸は国内でも最大級の規模）の遺構が確認できる。
備前地域最大級の山城とされ、2010年（平成22年）7月27日に岡山市指定史跡に指定された。